# Ruacana
Ruacana – miasto w Namibii; w regionie Omusati; 2985 mieszkańców (2011). Znajduje się na granicy z Angolą nad rzeką Kunene. Nieopodal miasta znajduje się wodospad Ruacana oraz zlokalizowana bezpośrednio pod nim podziemna elektrownia wodna. Ruacana do początku 2011 roku posiadała status wioski, w styczniu 2011 otrzymała status miasta.
Średnie roczne opady wynoszą tutaj 426 mm, choć w porze deszczowej 2010/2011 wyniosły 960 mm.
W pobliżu miasta zlokalizowana jest 600 hektarowa farma Etunda. Złożona w 1993 roku farma jest nawadniana przez system irygacyjny. Jest podzielona na dwie części z których jedna jest komercyjnie nawadniana, a druga jest przeznaczona dla 82 mniejszych rolników. Na farmie hoduje się kukurydzę, pszenicę, arbuzy, banany, i inne produkty rolne.